# 角舘信恒
角舘 信恒（かくだて しげのぶ、1991年5月24日 - ）は、東京都小金井市出身のプロアイスホッケー選手。ポジションはレフト・ウィング。
普段はファナティクス・ジャパン合同会社で働いている。愛称は"シゲ"。

## 経歴
カナダ、アメリカ合衆国、王子イーグルス、社会人の三井物産アイスホッケー部を経て、アジアリーグアイスホッケーの横浜GRITSに入団した。
2020年6月16日に2020-21シーズンの契約継続が決定した。
2021年6月16日に2021-22シーズンの契約継続が決定した。
2022年5月31日に2022-23シーズンの契約継続が決定した。11月19日の東北フリーブレイズ戦でスルーフッティングによるマッチペナルティを受け、11月20日に1試合の出場停止処分を受けた。
2023年6月17日に2023-24シーズンの契約継続が決定した。
2024年4月28日に契約期間満了により退団した。

## 人物
7歳の時に父親の影響でアイスホッケーを始める。
自分のプレーの特徴として泥臭いプレーを挙げている。
趣味は釣りでファンに「一緒に釣り行きませんか？」と聞くほどである。